# Rocketman (film 2019)
Rocketman è un film del 2019 diretto da Dexter Fletcher.
La pellicola, vincitrice del premio Oscar per la miglior canzone, narra la vita di Elton John, interpretato da Taron Egerton, a partire dalla Royal Academy of Music fino ad arrivare agli anni '80.

## Trama
Stati Uniti, 1983. Un Elton John depresso e stanco del suo continuo abuso di alcol e droghe, decide di recarsi in un centro di riabilitazione per confrontarsi e riuscire a star bene, iniziando così a parlare al gruppo della sua vita attraverso flashback.
Siamo a Londra nella seconda metà degli anni cinquanta. Reginald Dwight è un ragazzo molto timido che vive con sua madre Sheila e sua nonna Ivy; il padre Stanley, un ufficiale dell'esercito britannico, spesso assente per via del suo lavoro, è poco attaccato alla sua famiglia. Il giovane Dwight non trascorre un'infanzia felice e successivamente viene turbato nel vedere sua madre che tradisce il marito con un altro uomo, portando la famiglia a disgregarsi completamente. Nel frattempo il ragazzo mostra un notevole talento nel suonare il pianoforte, inizialmente ad orecchio e poi con un maestro.
Con la fine degli anni cinquanta e l'inizio dei primi anni sessanta Reginald, col supporto di sua nonna, si iscrive alla Royal Academy of Music. Poco tempo dopo scopre e si appassiona al rock, iniziando a esibirsi in vari locali londinesi ed entrando anche in una band chiamata Bluesology. Giorni più tardi incontra un manager, che in quei giorni ospita una banda di cantanti afroamericani, specializzati in genere soul: è lì che Reginald Dwight, colpito dal carisma e dal modo di fare del solista, decide di cambiare il proprio nome in Elton John. Successivamente inizia a scrivere canzoni e prova a trovare successo con la casa discografica DJM Records di Dick James, sotto la direzione di Ray Williams. Nel 1964, in un bar vicino allo studio di registrazione, incontra Bernie Taupin, un giovane scrittore di testi: i due iniziano una collaborazione che li porterà in breve tempo a diventare due dei compositori più influenti di quel periodo, oltre a buoni amici. Nel frattempo l'omosessualità di Elton è sempre più conclamata, anche se deve ancora acquisirne consapevolezza.
Inizialmente lo studio di registrazione si dimostra scettico nei confronti dei due giovani artisti, ma la svolta avviene nel 1970, quando i due, in cerca di un posto per scrivere e mettere in atto le proprie canzoni, tornano nella casa d'infanzia del giovane Dwight. Un pomeriggio, mentre Taupin si fa la barba, Elton compone Your Song con il testo di Bernie e la canzone ha un successo enorme, con i due che iniziano ad essere conosciuti non solo a livello nazionale, ma anche internazionale. Ben presto Ray decide di fare una mossa azzardata, mandando Elton, Bernie e Ray a Los Angeles a tenere due concerti al Troubadour, un famoso locale di Los Angeles, nel quale la sera del debutto Elton canta Crocodile Rock. La sera stessa, i due si recano a una festa a casa di Cass Elliot, durante la quale Bernie viene abbordato da una ragazza; la sera stessa Elton conosce il giovane manager John Reid e i due, dopo aver preso un bicchiere di Dom Pérignon, consumano un rapporto sessuale.
Elton, che si affeziona subito a Reid, vede la sua popolarità crescere giorno dopo giorno. Nel 1972, insieme a Kiki Dee, compone Don't Go Breaking My Heart e questo suscita l'ira di John Reid, che rimprovera ad Elton di vivere ancora con sua madre e di dover pensare più in grande. Con il passare del tempo Elton John, da ragazzo timido e impacciato, diviene un'icona, nonché un alcolizzato e un tossicodipendente. Dopo aver iniziato un relazione con John, Reid costringe Elton a rivelare ai suoi genitori che è omosessuale: dopo aver rincontrato suo padre e i suoi due nuovi figli, a cui Stanley si mostra molto legato, Elton non riesce a dirgli la verità e così, dopo un breve dialogo, torna in lacrime in auto, deciso a chiudere per sempre con lui; poco dopo si ferma a una cabina telefonica, da dove chiama sua madre per dirle che è gay. Questa, già a conoscenza della sessualità di Elton, lo avvisa che facendo così sta scegliendo una vita dove rimarrà per sempre solo e nessuno lo amerà mai.
Emotivamente distrutto, Elton viene costretto da John a continuare le sue esibizioni, in cui ad ognuna Elton peggiora sempre di più. Una mattina Elton, dopo un'altra notte a base di sesso, alcol e droghe, trova John intento a tradirlo con il suo assistente e decide così di interrompere la loro relazione. Lo stesso giorno Elton organizza un party in piscina e, dopo essere caduto in depressione, si abbandona ad alcol e droghe, tentando il suicidio saltando in piscina. Poco tempo dopo essersi ripreso, Elton ha un matrimonio di breve durata con Renate Blauel, ma a causa della sua omosessualità, decide di divorziare. Dopo aver litigato con sua madre e con Bernie, un Elton agitato, infuriato e depresso, decide di fare uso di pillole e di droghe che gli provocano un attacco di cuore, che però gli viene subito curato in modo che si riprenda per le esibizioni organizzate da Reid.
Dopo numerosi concerti, per via del suo stato di salute, una sera, prima di iniziare un nuovo concerto, Elton capisce che non era quella la vita che aveva immaginato e decide così di abbandonare il palco ed entrare in riabilitazione. È così che finisce il flashback e il film nel presente: Elton John, dopo aver fatto pace con i suoi demoni, abbandona definitivamente l'uso di droghe e alcol. Decide di riconciliarsi con il suo unico e solo amico Bernie, il quale gli lascia la canzone I'm Still Standing. Inizialmente Elton è preoccupato, pensando che senza alcol o droghe non potrà più esibirsi, ma poi, rendendosi conto che non gli occorrono, torna ad avere fiducia in sé stesso, ritornando così il compositore che tutti amavano. Dopo aver completato il suo ciclo di riabilitazione, Elton rimase sobrio per più di 28 anni e aprì una fondazione contro l'AIDS. Lui e Bernie rimasero migliori amici e oggi Elton è sposato con David Furnish, con il quale ha due figli.

## Produzione
Il budget del film è stato di 40 milioni di dollari.
La prima versione del film durava 158 minuti, da cui il regista, in accordo con la Paramount Pictures, ha tagliato personaggi e storie relative alla vita sentimentale di Elton John, incentrandosi sul percorso di riabilitazione da sostanze stupefacenti e sul successo ottenuto dal cantante.

## Colonna sonora
Rocketman: Music from the Motion Picture viene distribuita da Virgin EMI Records e Interscope Records su CD e in formato digitale dal 24 maggio 2019; la colonna sonora contiene ventidue brani, tra cui le canzoni più famose di Elton John e la canzone originale (I'm Gonna) Love Me Again, composta appositamente per la pellicola, cantata in duetto dal cantante stesso insieme all'attore Taron Egerton.

### Tracce
1. The Bitch Is Back (introduction) (cantata da Taron Egerton e Sebastian Rich) – 1:53 (Elton John, Bernie Taupin)
2. I Want Love (cantata da Kit Connor, Gemma Jones, Bryce Dallas Howard e Steven Mackintosh) – 2:13 (Elton John, Bernie Taupin)
3. Saturday Night's Alright for Fighting (cantata da Taron Egerton e Kit Connor) – 3:10 (Elton John, Bernie Taupin)
4. Thank You for All Your Loving (cantata da Taron Egerton) – 3:24 (Elton John, Caleb Quaye)
5. Border Song (cantata da Taron Egerton) – 3:25 (Elton John, Bernie Taupin)
6. Rock n Roll Madonna (interlude) (cantata da Taron Egerton) – 2:24 (Elton John, Bernie Taupin)
7. Your Song (cantata da Taron Egerton) – 4:01 (Elton John, Bernie Taupin)
8. Amoreena (cantata da Taron Egerton) – 4:20 (Elton John, Bernie Taupin)
9. Crocodile Rock (cantata da Taron Egerton) – 2:53 (Elton John, Bernie Taupin)
10. Tiny Dancer (cantata da Taron Egerton) – 5:25 (Elton John, Bernie Taupin)
11. Take Me to the Pilot (cantata da Taron Egerton) – 3:43 (Elton John, Bernie Taupin)
12. Hercules (cantata da Taron Egerton) – 5:26 (Elton John, Bernie Taupin)
13. Don't Go Breaking My Heart (interlude) (cantata da Taron Egerton e Rachel Muldoon) – 1:34 (Ann Orson, Carte Blanche)
14. Honky Cat (cantata da Taron Egerton e Richard Madden) – 2:34 (Elton John, Bernie Taupin)
15. Pinball Wizard (interlude) (cantata da Taron Egerton) – 2:02 (Pete Townshend)
16. Rocket Man (cantata da Taron Egerton) – 4:31 (Elton John, Bernie Taupin)
17. Bennie and the Jets (interlude) (cantata da Taron Egerton) – 2:28 (Elton John, Bernie Taupin)
18. Don't Let the Sun Go Down on Me (cantata da Taron Egerton e Celinde Schoenmaker) – 2:40 (Elton John, Bernie Taupin)
19. Sorry Seems to Be the Hardest Word (cantata da Taron Egerton) – 2:15 (Elton John, Bernie Taupin)
20. Goodbye Yellow Brick Road (cantata da Taron Egerton e Jamie Bell) – 4:05 (Elton John, Bernie Taupin)
21. I'm Still Standing (cantata da Taron Egerton) – 3:58 (Elton John, Bernie Taupin)
22. (I'm Gonna) Love Me Again (cantata da Taron Egerton e Elton John) – 4:11 (Elton John, Bernie Taupin)

## Promozione
Il primo trailer del film viene diffuso il 1º ottobre 2018.

## Distribuzione
La pellicola, inizialmente programmata per il 17 maggio 2019, è stata presentata in anteprima mondiale e fuori concorso al Festival di Cannes 2019 il 16 maggio, venendo distribuita nelle sale cinematografiche italiane a partire dal 29 maggio 2019 ed in quelle statunitensi dal 31 maggio.

### Divieti
In Russia il film è stato vietato ai minori di 18 anni; sono stati tagliati cinque minuti dal film, cioè tutte le scene che fanno riferimento all'omosessualità di Elton John e all'uso di droghe, ed è stato eliminato anche il testo informativo nei titoli di coda, dove si informa il pubblico che il cantante vive tuttora col marito e coi loro figli.
In Egitto il film è stato bandito a causa dell'omosessualità di Elton John, mentre nelle Samoa la pellicola viene bandita a causa dei "rapporti omosessuali ritratti sullo schermo che violano la legge e non si addicono al credo culturale e cristiano dello Stato".

## Accoglienza

### Incassi
Il film ha incassato 96368160 $ nel Nord America e 98811139 $ nel resto del mondo, per un totale di 195320400 $ in tutto il mondo.

### Critica
Alla fine della proiezione al Festival di Cannes, il film ha ricevuto una standing ovation.
Sull'aggregatore Rotten Tomatoes riceve il 89% delle recensioni professionali positive con un voto medio di 7,6 su 10 basato su 303 critiche, mentre su Metacritic ottiene un punteggio di 69 su 100 basato su 49 recensioni. Peter Bradshaw del The Guardian lo ha definito "un onesto, sentito omaggio alla musica di Elton John e la sua immagine pubblica", mentre per Maurizio Porro del Corriere della Sera il film "eccede volentieri divertendo, è opulento, ma infine vince: un musical che si trascina dietro la vita".
Sul sito Internet Movie Database Rocketman si posiziona al decimo posto dei film del 2019 col voto più alto del pubblico, con un 7,4.
Kylie Hemmert e Grant Hermanns, critici di ComingSoon.net, posizionano il film al secondo posto tra i migliori del 2019.

## Riconoscimenti
- 2020 - Premio Oscar[1]
  - Miglior canzone a Elton John e Bernie Taupin per (I'm Gonna) Love Me Again
- 2020 - Golden Globe[25][26]
  - Miglior attore in un film commedia o musicale a Taron Egerton
  - Miglior canzone originale in un film a (I'm Gonna) Love Me Again
  - Candidatura per il miglior film commedia o musicale
- 2019 - Chicago Film Critics Association Awards[27]
  - Candidatura per i migliori costumi
- 2019 - Festival di Cannes[3]
  - In competizione per la Queer Palm
- 2019 - Golden Tomato Awards[28]
  - Film musicale meglio recensito
- 2019 - Hollywood Film Awards[29]
  - Miglior attore a Taron Egerton
  - Miglior trucco e acconciature a Lizzie Yianni-Georgiou, Tapio Salmi e Barrie Gower
- 2019 - E! People's Choice Awards[30]
  - Candidatura per il miglior film drammatico
  - Candidatura per la miglior star drammatica a Taron Egerton
- 2019 - Satellite Awards[31][32]
  - Miglior attore in un film commedia o musicale a Taron Egerton
  - Migliore canzone originale a Elton John e Taron Egerton per (I'm Gonna) Love Me Again
  - Candidatura per il miglior film commedia o musicale
  - Candidatura per la miglior fotografia a George Richmond
  - Candidatura per il miglior montaggio a Chris Dickens
  - Candidatura per i migliori costumi a Julian Day
  - Candidatura per il miglior sonoro a Matthew Collinge e John Hayes
- 2019 - Teen Choice Awards[33]
  - Candidatura per il miglior attore in un film drammatico a Taron Egerton
- 2020 - Premio BAFTA[34]
  - Candidatura per il miglior film britannico
  - Candidatura per il miglior attore protagonista a Taron Egerton
  - Candidatura per il miglior trucco e acconciatura a Lizzie Yianni Georgiou
  - Candidatura per il miglior sonoro a Matthew Collinge, John Hayes, Mike Prestwood Smith e Danny Sheehan
- 2020 - Cinema Audio Society Award[35]
  - Candidatura per il miglior sonoro in un film live action
- 2020 - Costume Designers Guild Award[36]
  - Candidatura per i migliori costumi in un film storico a Julian Day
- 2020 - Critics' Choice Awards[37][38]
  - Miglior canzone a (I'm Gonna) Love Me Again
  - Candidatura per i migliori costumi a Julian Day
  - Candidatura per il miglior trucco
- 2020 - Golden Reel Awards[39]
  - Miglior montaggio sonoro per un musical a Andy Patterson e Cecile Tournesac
- 2020 - Screen Actors Guild Awards[40]
  - Candidatura per il miglior attore cinematografico a Taron Egerton